# Narodni park Hardangervidda
Narodni park Hardangervidda (norveško Hardangervidda nasjonalpark) je s 3422 kvadratnimi kilometri največji norveški narodni park. Razteza se od Numedala in Uvdala na vzhodu ter Røvelseggija in Ullensvanga na zahodu čez gorsko planoto Hardanger (Hardangervidda). Leta 1981 je bil imenovan za narodni park, danes pa je priljubljena turistična destinacija za dejavnosti, kot so pohodništvo, plezanje, ribolov in tek na smučeh. Norveško gorsko turistično združenje (DNT) vzdržuje obsežno mrežo koč in poti čez planoto Hardangervidda. Bergenska proga in glavna avtocesta 7 prečkata planoto. Park leži v okrožjih Viken, Vestland in Vestfold og Telemark.
Ima najjužnejši stalež več arktičnih živali in rastlin. Njegove divje črede severnih jelenov so med največjimi na svetu.
Na tem območju je bilo najdenih več sto nomadskih naselbin iz kamene dobe, ki so najverjetneje povezane s selitvijo severnih jelenov. Starodavne poti prečkajo planoto in povezujejo zahodno in vzhodno Norveško; en primer je Nordmannsslepa, ki povezuje Eidfjord in Veggli v dolini Numedal s Holom in Uvdalom.
Ime Hardangervidda je sestavljeno iz imena okrožja Hardanger in končne oblike vidde, 'velika gorska planota'.

## Geografija in geologija
Planota je največji peneplen (erodirana planota) v Evropi, ki pokriva površino okoli 6.500 km² na povprečni nadmorski višini 1100 metrov. Najvišja točka na planoti je na vrhu ledenika Hardangerjøkulen, ki doseže višino 1863 m.
Za pokrajino Hardangervidda je značilno pusto barje brez dreves, ki ga prekinjajo številni tolmuni, jezera, reke in potoki. Med zahodno stranjo, kjer prevladujejo skalnati tereni in prostranstva golih skal, in vzhodno stranjo, ki je veliko bolj položna in bolj poraščena, so pomembne razlike. Podnebje se tudi razlikuje med obema stranema: na zahodni strani je znatno bolj mokro kot na vzhodni, v nekaterih delih je zabeleženih več kot 1000 milimetrov na leto. Izrazit vrh Hårteigen 1690 m je viden po večjem delu planote.
Velik del geologije planote Hardangervidda je izjemno starodaven. Valoviti hribi Hardangervidda so ostanki gora, ki so jih med ledenimi dobami podrli ledeniki. Kamninska podlaga je v glavnem predkambrijskega in kambro-silurskega izvora.

## Rastlinstvo in živalstvo
Celotna Hardangervidda je nad gozdno mejo. Njeno alpsko podnebje omogoča prisotnost številnih vrst arktičnih živali in rastlin južneje kot kjer koli drugje v Evropi. Divje črede severnih jelenov so med največjimi na svetu, leta 1996 so zabeležili približno 15.000 živali, leta 2008 pa okoli 8000. Med letom se selijo čez planoto in se preselijo s svojih zimskih pašnikov na vzhodni strani Hardangervidde, kjer pasejo lišaje, na svoja kotišča v bolj rodovitnem zahodnem delu planote.
Spremenljivo podnebje planote izrazito vpliva na rastlinstvo, ki je bogatejše na bolj vlažni zahodni strani kot na bolj suhem vzhodu; velik del planote pokrivajo grobe trave, mahovi (zlasti sphagnum) in lišaji.
V holocenskem podnebnem optimumu (kamena doba) pred 9000–5000 leti je bilo regionalno podnebje toplejše in veliki deli Hardangervidde so bili gozdnati; borove hlode še vedno najdemo ohranjene v barjih precej nad današnjo gozdno mejo. Ob napovedani otoplitvi bi lahko bila Hardangervidda spet pretežno gozdnata ().

## Centri za obiskovalce
Narodni park ima dve središči za obiskovalce: Hardangervidda Natursenter (Center narave) v vasi Øvre Eidfjord v občini Eidfjord in Hardangervidda Nasjonalparksenter (Center narodnega parka) v Skinnarbuju v občini Tinn, ki je blizu jezera Møsvatnet, mesta Rjukan in gorske vasice Rauland.

## Človeška prisotnost
Hardangervidda je bila zasedena tisoče let; na tem območju je bilo najdenih več sto nomadskih naselbin iz kamene dobe, ki so najverjetneje povezane s selitvijo severnih jelenov. Starodavne poti prečkajo planoto in povezujejo zahodno in vzhodno Norveško. En primer je Nordmannsslepa, ki povezuje Eidfjord in Veggli v dolini Numedal s Holom in Uvdalom. Še vedno je ključna tranzitna pot med Oslom in Bergnom. Bergenska proga in glavna cesta št. 7 prečkata planoto.

## Dejavnosti
Hardangervidda je dostopna vse leto. Junij/julij do september/oktober je odličen čas za pohodništvo, ribolov, opazovanje divjih živali, kolesarjenje, jahanje, vožnjo s kanujem, lov in druge poletne aktivnosti. Pohodništvo je najlažji in najboljši način za doživetje narodnega parka Hardangervidda. Norveško pohodniško združenje ponuja mrežo pohodniških poti in koč, ki povezujejo Hardangervidda od Haukeliseterja in Mogena na jugu do Finseja na severu, Rjukana in Geila na vzhodu ter Eidfjorda in Odde na zahodu.

## Nesreče
Ponoči 26. avgusta 2016 je 323 divjih severnih jelenov, vključno s 70 telički, ubila strela med nevihto, ko so stali v travi na planoti Hardangervidda.

## V popularni kulturi
Tukaj je bil posnet del druge epizode filma The Future is Wild.
Hardangervidda – Ein Nationalpark in Norwegen. Dokumentarfilm, Norwegen, 2010, 51:20 Min., Buch und Regie: Arvid Aga, Produktion: Nordic World, deutschsprachige Erstsendung: 13. Juni 2013 bei Servus TV, Inhaltsangabe.